# Крючков, Георгий Корнеевич
Гео́ргий Корне́евич Крючко́в (укр. Георгій Корнійович Крючков; 20 октября 1929 года, с. Гусарка Цареконстантиновского района, Украинская ССР, — 4 ноября 2021 года, г. Киев, Украина) — советский и украинский политический деятель.

## Биография

### Трудовая деятельность
В 1951 году окончил с отличием Харьковский юридический институт. Работал консультантом, затем заместителем начальника управления Министерства юстиции УССР в Запорожской области.

### Деятельность в Украинской ССР
C 1955 года — на комсомольской работе: секретарь, второй секретарь Запорожского обкома ЛКСМ Украины. В 1956 году вступил в КПСС. С 1960 года — на партийной работе: руководитель лекторской группы, заместитель заведующего отделом пропаганды и агитации, заведующий организационным отделом Запорожского обкома КП Украины.
С 1966 года — в ЦК КП Украины: помощник секретаря ЦК, заместитель заведующего, затем заведующий организационным отделом (1972—85 гг.).
С ноября 1985 года по ноябрь 1988 года — заместитель заведующего Отделом организационно-партийной работы ЦК КПСС.
С 5 ноября 1988 года по 3 апреля 1990 года — первый секретарь Одесского обкома КП Украины. Избирался депутатом Верховного Совета Украинской ССР 9, 10 и 11 созывов.
В 1989 году был избран народным депутатом СССР. Входил в состав нескольких комитетов Верховного Совета СССР и Конституционной комиссии.
C 1990 года — советник Председателя Совета Министров УССР. В 1991 году вышел на пенсию, работал советником ЦК КП Украины.

### Деятельность на Украине
После запрета КПУ 30 августа 1991 года принимал участие в работе по восстановлению её деятельности. С 1994 года работал помощником-консультантом народного депутата Украины. Член ЦК Компартии Украины.
В 1998 и 2002 годах избирался народным депутатом Украины по списку КПУ. Руководил Комитетом Верховной Рады Украины по вопросам национальной безопасности и обороны (1998—2000, 2002—2006).
С лета 2006 года был исполнительным секретарём гражданско-политического объединения «Украинский форум». С весны 2009 года был членом совета Гражданского движения «Новая Украина».
Один из наиболее авторитетных деятелей КПУ, выступал за единство всех антифашистских сил. Вместе с Дмитрием Табачником написал книгу «Фашизм в Украине: угроза или реальность?» (Харьков: Фолио, 2008), в которой выдвинута концепция создания объединённого антинационалистического Движения Сопротивления.
Умер 4 ноября 2021 года.

## Семья
- Жена — Лениана Дмитриевна (1929-2003) , библиотекарь-библиограф.
- Сын Павел (р. 1956) — юрист.
- Дочь Анна (р. 1958) — кандидат филологических наук, преподаватель английского языка.

## Награды
- Орден князя Ярослава Мудрого V степени (20 октября 2004 года) — за значительный личный вклад в государственное строительство, активную законтворческую и общественную деятельность[4].
- Орден Дружбы (20 октября 2009 года, Россия) — за большой вклад в развитие и укрепление дружбы и сотрудничества между Российской Федерацией и Украиной, активную общественную и политическую деятельность[5].
- Орден Октябрьской Революции.
- два ордена Трудового Красного Знамени.
- Орден Дружбы народов.
- Орден «Знак Почёта».